# Kampania na Mauritiusie
Kampania na Mauritiusie (1809–1811) – konflikt angielsko-francuski o przejęcie kontroli morskiej na Oceanie Indyjskim oraz zajęcie wysp Mauritius, Reunion i Rodrigues.
W listopadzie 1808 roku cztery 40-działowe francuskie fregaty wpłynęły na wody Oceanu Indyjskiego w celu wzmocnienia francuskich pozycji na wyspach Mauritius (Île de France) oraz Réunion (Île Bonaparte). Były to: „Venus” (komandor Hamelin), „Manche” (kapitan Breton), „Bellone” (kapitan Duperre), oraz „Caroline”.
Dnia 31 maja 1809 r. fregata „Caroline” zajęła dwa brytyjskie eastindiameny „Streatham” oraz „Europe”, konfiskując towary o wartości 3 mln funtów. 26 czerwca fregata „Venus” zdobyła jeden brytyjski slup.
W tym czasie Brytyjczycy dysponowali w regionie następującymi jednostkami: fregaty HMS „Sirius” oraz HMS „Néréide” (36 dział), okręt liniowy HMS „Raisonnable” (64 działa), slup HMS „Otter” (18 dział). W drodze do Indii była też fregata HMS „Boadicea” (38 dział).

## Pierwsze walki o Réunion
We wrześniu 1809 dowodzący eskadrą komodor Josias Rowley zaplanował wraz z dowódcą garnizonu Rodrigues, płk. Henrym S. Keatingem, operację przeciw głównemu portowi na Reunion, Saint-Paul, który posiadał silne umocnienia, ale tylko od strony morza. Rowley zaokrętował 386 brytyjskich żołnierzy, których 21 września fregata „Néréide” wysadziła koło Pointe des Galets wraz z 236 marynarzami i żołnierzami piechoty morskiej. Po krótkiej walce desant zdobył trzy francuskie baterie nadbrzeżne, a następnie dwie kolejne, panujące nad portem, i obrócili ich działa przeciw jednostkom w nim stojącym. Okręty brytyjskie wsparły natarcie ogniem od strony morza.  okrętów, port Saint Paul został zdobyty przez Brytyjczyków.  W porcie zdobyto utracone wcześniej statki handlowe „Streatham”, „Europe” oraz uzbrojony w 11 dział "Grappler" (prawdopodobnie brytyjski okręt korsarski, oraz francuską fregatę „Caroline” (40 dział), którą po wyremontowaniu przemianowano na HMS „Bourbonaise” i włączono do sił angielskich (kapitan Robert Corbett). Zniszczywszy umocnienia nadbrzeżne i działa Anglicy opuścili port, ale wobec zbliżającej się francuskiej odsieczy, wylądowali ponownie i spalili państwowy magazyn z jedwabiem wartym pół miliona funtów. 23 sierpnia strony zawarły porozumienie, na mocy którego Brytyjczycy mogli bez przeszkód zabrać wszystkie należące do państwa francuskiego dobra, co uczyniwszy, odpłynęli oni na Rodrigues 28 września. Atak na umocnienia Saint-Paul od strony lądu kosztował marynarkę 7 zabitych, 18 rannych i 1 zaginionego.

## Działania francuskie
W tym samym czasie dwie francuskie fregaty „Venus” i „Manche” w towarzystwie kolejnego slupa przebywały w Zatoce Bengalskiej, gdzie dnia 18 listopada 1809 zdobyły trzy handlowe jednostki brytyjskie „Windham”, „United Kingdom” oraz „Charlton”. Z wyjątkiem „Windham” (Brytyjczycy odbiją go w grudniu) pozostałe dwa statki zostały odesłane na Mauritius. 2 listopada francuska fregata „Bellone” zdobyła brytyjski slup HMS „Victor” (18 dział) a 22 listopada portugalską fregatę „Minerva”, które również odesłano na Mauritius. W czerwcu 1810 r. w ręce Francuzów wpada ponownie „Windham” oraz „Ceylon”. W walkach tych poległo 22 angielskich marynarzy a 75 zostało rannych. Francuzi stracili 22 zabitych oraz 38 rannych.

## Zdobycie Réunion
Eskadra brytyjska znajdująca się ówcześnie na Rodrigues składała się z następujących 36 działowych fregat: HMS „Iphigenia” (kapitan Lambert), HMS „Magicienne” (kapitan Curtis), HMS „Néréide” (kapitan Nesbit Willoughby), HMS „Boadicea” (kmdr Josias Rowley), HMS „Sirius” (kapitan Samuel Pym). Na Rodrigues znajdowało się kilka tysięcy brytyjskich żołnierzy, których wcześniej przetransportowano na 14 statkach transportowych z Indii. 3 lipca 1810 cała eskadra dowodzona przez płk. Keatinga w towarzystwie 14 transportowców i 3650 ludzi opuściła wyspę, kierując się na Réunion. 6 lipca Brytyjczycy zaatakowali stolicę Saint Denis bronioną przez 576 francuskich obrońców. Dwa dni później Francuzi skapitulowali. Straty brytyjskie wyniosły 22 zabitych i 78 rannych. Brak danych na temat strat francuskich.

## Dalsze działania
Pozostawiwszy wojsko na Réunion, fregaty brytyjskie popłynęły w kierunku Mauritiusa celem blokady wyspy. Dnia 13 sierpnia fregata Sirius zdobyła Île de la Passe położoną niedaleko Grand Port na Mauritiusie. W walkach poległo 7 Anglików, 18 zostało rannych. 20 sierpnia 1810 r. francuskie fregaty „Bellone” i „Minerve”, slup „Victor” oraz pryz „Ceylon” wpłynęły do Grand Portu nie napotykając oporu brytyjskiego. Dzień później Brytyjczycy ponownie odzyskali utracony wcześniej „Windham”.

## Bitwa morska koło Grand Port
Dnia 23 sierpnia 1810 roku fregaty brytyjskie („Sirius”, „Iphigenia”, „Magicienne „i „Néréide”) podpłynęły w rejon Grand Portu w celu zaatakowania francuskiej eskadry dowodzonej przez Victora Guya Duperré. Rozegrała się bitwa przy Grand Port zwana bitwą fregat. Fregaty „Sirius”, „Iphigenia”, „Néréide” i „Magicienne „skupiły na sobie ogień wszystkich jednostek francuskich i baterii portowej (strzelającej z odległości 300 m), zamieniając się w pływające wraki. „Néréide” wkrótce skapitulowała, towarzyszące jej fregaty „Sirius” i „Magicienne „zostały podpalone przez własne załogi. Mocno uszkodzona „Iphigenia” wycofała się z walki, kierując się na wyspę Île de la Passe, gdzie dnia 29 sierpnia skapitulowała wraz z załogą wyspy. Od dnia 20 sierpnia Brytyjczycy stracili 108 zabitych i 182 rannych. Straty francuskie wyniosły 37 zabitych oraz 112 rannych. Z liczącej 281 ludzi załogi „Néréide”, zmarło 92 marynarzy a 137 odniosło rany. 52 trafiło do niewoli. Wkrótce w rejon walk nadpłynęła z pomocą 40-działowa fregata francuska „Astrée”. Flota francuska liczyła w tym okresie 7 fregat.

## Ostatnie walki
Dnia 3 września 1810 roku brytyjska fregata HMS „Africaine” (38 dział) opuściła Réunion. 12 września doszło do walki z francuskimi fregatami „Astrée” oraz zdobytą przez Francuzów i włączoną do floty „Iphigenie”. W wyniku walki 50 Brytyjczyków poległo a 113 zostało rannych. Straty francuskie wyniosły 10 zabitych i 35 rannych. Kilka godzin później HMS „Boadicea” odbiła utraconą wcześniej HMS „Africaine”. 17 września fregata HMS „Ceylon” (32 działa) została zdobyta przez francuskie fregaty „Venus” i „Minerve”. Anglicy stracili w tej walce 10 zabitych i 31 rannych. Po ponownym włączeniu się do walki fregaty „Boadicea”, utracony „Ceylon” odbito, zdobywając przy tym francuską fregatę „Venus”.
Do dnia 21 listopada wszystkie pozostałe jednostki angielskie zebrały się koło wyspy Rodrigues: okręt liniowy HMS „Raisonable”, fregaty HMS „Cornwallis”, HMS „Nisus”, HMS „Menelaus”, HMS „Phoebe”, HMS „Doris”, HMS „Clorinde”, HMS „Psyché”, „Boadicea”, „Africaine”, „Ceylon” oraz „Néréide”. Oprócz nich kilka mniejszych jednostek wojennych oraz 60 transportowców z 10 000 żołnierzy pod wodzą generała Johna Abercrombie. Dnia 29 listopada siły te wylądowały na Mauritiusie. Francuski gubernator wyspy Charles Mathieu Isidore Decaen skapitulował dnia 3 grudnia 1810 r. Atak angielski zakończył się całkowitym sukcesem. Zdobyto wszystkie fregaty francuskie, odbito utracone jednostki handlowe. Po zakończeniu wojny wyspę Réunion zwrócono Francuzom, Mauritius oraz Rodrigues pozostały w rekach angielskich. W roku 1811 doszło do próby francuskiej akcji odwetowej. Flota francuska została jednak zatrzymana w pobliżu Madagaskaru i pobita w bitwie morskiej pod Tamatave, tracąc kilka fregat.